# Lézignan-la-Cèbe
Lézignan-la-Cèbe település Franciaországban, Hérault megyében. Lakosainak száma 1569 fő (2022. január 1.). Lézignan-la-Cèbe Cazouls-d’Hérault, Montagnac, Nizas és Pézenas községekkel határos.

## Népesség
A település népességének változása:
| Lakosok száma | 736  | 838  | 977  | 1184 | 1527 | 1540 | 1546 | 1567 | 1567 | 1569 |
|               | 1968 | 1982 | 1990 | 2006 | 2013 | 2015 | 2017 | 2019 | 2020 | 2022 |